# 鴨井大典
鴨井 大典（かもい だいすけ）は、日本の医師。血管内カテーテル治療の専門医。岡山県出身。なごやEVTクリニック院長、大垣徳洲会病院循環器科非常勤（非常勤顧問を兼務）。

## 経歴
2003年、香川大学医学部を卒業し、国立国際医療センターでの研修を経て、心臓血管治療施設の小倉記念病院にて循環器科の研修を受ける。
2008年、名古屋共立病院副院長、循環器・ASOセンター長。心臓・末梢血管カテーテル治療に従事。透析症例は国内トップクラスを誇る。
2011年、済寧医学院附属病院客員教授。
2013年、全医会 伊藤整形・内科 あいち腰痛オペクリニック非常勤。2015年、大垣徳洲会病院循環器科非常勤。2018年、名古屋大学血管外科非常勤、Okuno Clinic勤務。
2019年、なごやEVTクリニックを開業し、院長を務める。
2014年には、血管内視鏡で血管内を見ながらワイヤーを血管閉塞部に通すという、世界で初めて行った治療方法をヨーロッパの学会で報告した。
30回を超えるカテーテル治療ワークショップを開催。
豊橋ライブデモンストレーションコースで講師を務めるなど、カテーテルインターベンションの技術躍進、発展にも積極的に働きかけている。

## なごやEVTクリニック
鴨井が院長を務める愛知県名古屋市のカテーテル治療専門の病院。2019年設立。